# Episodi di Yamishibai (quinta stagione)
La quinta stagione dell'anime Theatre of Darkness: Yamishibai, composta da 13 episodi, è andata in onda su TV Tokyo dal 2 luglio al 1º ottobre 2017.

## Lista episodi
| Nº | Titolo italiano Giapponese 「Kanji」 - Rōmaji                      | In onda           | In onda |
| Nº | Titolo italiano Giapponese 「Kanji」 - Rōmaji                      | Giapponese        |         |
| 1  | Numero sbagliato 「間違い電話」 - Machigai denwa                   | 2 luglio 2017     |         |
| 2  | Dammelo 「ちょうだい」 - Chōdai                                    | 9 luglio 2017     |         |
| 3  | I figli del corvo 「カラスの子」 - Karasu no ko                    | 16 luglio 2017    |         |
| 4  | La copiona 「まねっこ」 - Manekko                                  | 23 luglio 2017    |         |
| 5  | Ombre di donne 「女のカゲ」 - Onna no kage                         | 30 luglio 2017    |         |
| 6  | Colei che restituisce il favore 「オカエシサマ」 - Okaeshi-sama    | 6 agosto 2017     |         |
| 7  | Nascondino 「隠連母」 - Kakurenbō                                  | 13 agosto 2017    |         |
| 8  | Vicini di casa 「お隣さん」 - Otonari-san                          | 27 agosto 2017    |         |
| 9  | Se vuoi vedere i fantasmi 「幽霊を見るには」 - Yūrei wo miru ni wa | 3 settembre 2017  |         |
| 10 | Predizioni floreali 「花占い」 - Hana uranai                       | 10 settembre 2017 |         |
| 11 | Vado bene da sola 「ひとりでいい」 - Hitori de ii                  | 17 settembre 2017 |         |
| 12 | L’ultimo autobus 「最終バス」 - Saishū basu                        | 24 settembre 2017 |         |
| 13 | Seduzione 「誘惑」 - Yūwaku                                        | 1º ottobre 2017   |         |